# Distrito de Évry
El distrito de Évry es un distrito (en francés arrondissement) de Francia, que se localiza en el département Essonne, de la région Isla de Francia (en francés Île-de-France). Cuenta con 17 cantones y 52 comunas.
La capital de un departamento se llama subprefectura (sous-préfecture). Cuando un departamento contiene la prefectura (capital) del departamento, esa prefectura es la capital del distrito, y se comporta tanto como una prefectura como una subprefectura.

## División territorial

### Cantones
Los cantones del distrito de Évry son:
1. Brunoy
2. Corbeil-Essonnes-Est
3. Corbeil-Essonnes-Ouest
4. Draveil
5. Épinay-sous-Sénart
6. Évry-Nord
7. Évry-Sud
8. Grigny
9. Mennecy
10. Milly-la-Forêt
11. Montgeron
12. Morsang-sur-Orge
13. Ris-Orangis
14. Saint-Germain-lès-Corbeil
15. Vigneux-sur-Seine
16. Viry-Châtillon
17. Yerres

### Comunas
| 1. Auvernaux (91037)               | 2. Ballancourt-sur-Essonne (91045)   | 3. Boigneville (91069)           | 4. Bondoufle (91086)                  |
| 5. Boussy-Saint-Antoine (91097)    | 6. Brunoy (91114)                    | 7. Buno-Bonnevaux (91121)        | 8. Champcueil (91135)                 |
| 9. Chevannes (91159)               | 10. Corbeil-Essonnes (91174)         | 11. Le Coudray-Montceaux (91179) | 12. Courances (91180)                 |
| 13. Courcouronnes (91182)          | 14. Courdimanche-sur-Essonne (91184) | 15. Crosne (91191)               | 16. Dannemois (91195)                 |
| 17. Draveil (91201)                | 18. Fleury-Mérogis (91235)           | 19. Fontenay-le-Vicomte (91244)  | 20. Gironville-sur-Essonne (91273)    |
| 21. Grigny (91286)                 | 22. Lisses (91340)                   | 23. Maisse (91359)               | 24. Mennecy (91386)                   |
| 25. Milly-la-Forêt (91405)         | 26. Moigny-sur-École (91408)         | 27. Montgeron (91421)            | 28. Morsang-sur-Orge (91434)          |
| 29. Morsang-sur-Seine (91435)      | 30. Nainville-les-Roches (91441)     | 31. Oncy-sur-École (91463)       | 32. Ormoy (91468)                     |
| 33. Prunay-sur-Essonne (91507)     | 34. Quincy-sous-Sénart (91514)       | 35. Ris-Orangis (91521)          | 36. Saint-Germain-lès-Corbeil (91553) |
| 37. Saint-Pierre-du-Perray (91573) | 38. Saintry-sur-Seine (91577)        | 39. Soisy-sur-Seine (91600)      | 40. Soisy-sur-École (91599)           |
| 41. Tigery (91617)                 | 42. Varennes-Jarcy (91631)           | 43. Vert-le-Grand (91648)        | 44. Vert-le-Petit (91649)             |
| 45. Vigneux-sur-Seine (91657)      | 46. Villabé (91659)                  | 47. Viry-Châtillon (91687)       | 48. Yerres (91691)                    |
| 49. Écharcon (91204)               | 50. Épinay-sous-Sénart (91215)       | 51. Étiolles (91225)             | 52. Évry (91228)                      |